# Бодисон, Вольфганг
Брайан Вольфганг Бодисон ((англ. Brian Wolfgang Bodison; род. 19 ноября 1966, Вашингтон, США) — американский актер, режиссер и креативный директор. Наиболее знаковой на настоящий момент осталась дебютная роль младшего капрала Гарольда У. Доусона в юридической драме Роба Райнера «Несколько хороших парней» (1992), где Бодисон сыграл вместе с Джеком Николсоном, Томом Крузом, Кэвином Бейконом, Кифером Сазерлендом и Дэми Мур.

## Биография
Брайан Вольфганг Бодисон родился 19 ноября 1966 года в Вашингтоне, округ Колумбия. Его мать, Доротея Бодисон, работала в Национальном институте здравоохранения, а до этого была сотрудницей посольства Германии. Отец, чертёжник Национального управления океанографии и атмосферы, погиб в автокатастрофе, когда Брайану было 10 лет.
До трагедии Бодисоны жили в Анакостии, после — переехали в Роквилл, штат Массачусетс.
Бодисон окончил среднюю школу Ричарда Монтгомери в Роквилле. Через несколько лет, когда выйдет фильм «Несколько хороших парней», сделавший Бодисона звездой, актера пригласят выступить перед выпускниками школы 1993 года.
По футбольной стипендии Вольфганг поступил в Университет Вирджинии в Шарлотсвилле, штат Виргиния, который закончил в 1988 году со степенью в области изящных искусств

. Во время обучения он играл за команду «Виргиния Кавалерс» — 11 игр в сезоне 1985 года, 4 игры в сезоне 1986 года. Из-за травм шеи и плеча он сначала сократил количество игр, а затем сосредоточился на учёбе
.

## Карьера

### Ранний этап
После окончания учебы Бодисон устроился клерком в Columbia Pictures, а в 1989 году перешел оттуда на работу в почтовое отделение Castle Rock Entertainment. Спустя несколько лет Роб Райнер нанял Бодисона личным помощником на время съемок фильма «Мизери» в 1990. Мечтавший стать сценаристом и режиссером Бодисон фиксировал каждое действие режиссера от работы с актерским составом до организации перерывов. За время работы над фильмом, Вольфганг заполнил заметками шесть блокнотов.
После «Мизери» Бодисон познакомился с режиссером и сценаристом Джоном Синглтоном и стал координатором автомобильных съемок в его фильме «Ребята по соседству». Вышедшая в 1991 году драма с Кьюбой Гудингом-младшим, Айс Кьюбом и Лоуренсом Фишберном. была номинирована на Оскар в двух категориях — «Лучший режиссёр» и «Лучший оригинальный сценарий». Задачей Бодисона было договариваться о съемках с автомобильными клубами Южного Централа.

### Несколько хороших парней
После работы у Синглтона Бодисон снова вернулся к Райнеру, начавшему работу над драмой «Несколько хороших парней» по пьесе Аарона Соркина. Сначала Вольфганг выполнял роль менеджера по съемкам, но у Райнера, собравшего звезд первой величины для большинства ключевых ролей, возникла проблемы с кастингом на роль младшего капрала Гарольда У. Доусона, молодого морского пехотинца, которого судят за убийство рядового.
Режиссер увидел в этой роли Бодисона и пригласил того на прослушивание. Бодисон, до этого не игравший даже в школьных пьесах, нанял преподавателя актерского мастерства Джули Ариолу. За короткий срок он достаточно освоился в роли, чтобы пройти первый этап кастинга перед режиссером Робом Райнером, продюсером фильма Эндрю Шейнманом и директором по кастингу Джейн Дженкинс. По словам Ариолы Бодисон впитывал знания «как губка», принимал каждый совет.
В августе 1991 года, вскоре после первого прослушивания Бодисона снова позвали на читку, а три дня спустя Райнер сообщил ему, что актера взяли на роль. "Я получил сообщение и остановился у телефона-автомата, чтобы позвонить Робу. И он сказал: «Вольф, добро пожаловать в кинобизнес», — позже рассказал Бодисон.
Первоначально съемки давались Бодисону непросто, ему было странно находиться в одном кадре со звездами. Так, в одной из первых совместных сцен с Томом Крузом, когда адвокат Кэффи приходит в тюрьму к капралу Доусону, Бодисону нужно было изобразить яростную конфронтацию героев. Но Вольфганг начал ухмыляться, и после замечания Райнера о неуместности такой реакции сказал: «Вы не понимаете! Три недели назад я подбирал локации для съемок, а сегодня смотрю Тому Крузу в лицо».
Но актер быстро освоился и позже удостоился похвалы от Джека Николсона. А после съемок его игру отметили многие ведущие кинокритики. Кто-то, как кинокритик The Washington Post Рита Кемпли — в качестве «впечатляющего неактера». А кто-то как Дэвид Гриттен в статье для Los Angeles Times отметил, что Бодисон «играл от всего сердца и до глубины души. Я никогда не видел, чтобы кто-нибудь выражал презрение одним взглядом так, как он». Положительные рецензии дали и Малкольм Джонсон в Hartford Courant, и Винсент Кэнби из The New York Times

.

### Дальнейшая карьера
После «Несколько хороших парней», которые собрали множество номинаций на ведущие премии, включая 4 оскаровские, и принесли $240 миллионов сборов при бюджете в $40, следующие работы Бодисона в кино были скромнее. Среди других фильмов актера — «Маленькая большая лига» (1994), «Эксперт» (1995), «Шоссе» (1996), «Прощай, Америка» (1997), «Самые разыскиваемые» (1997), «Крутой Джо» (2001), «Испытание Акилы» (2006), «Наследие» (2010), «Бродяга» (2014).
Телевизионные работы включали повторяющиеся роли в сериалах «Ничего святого» и «Семейное право», а также появление в качестве приглашенной звезды в популярных проектах: «Она написала убийство», «Зачарованные», «Горец: Сериал», «CSI: Место преступления Нью-Йорк», «CSI: Майами», «[[Морская_полиция:_Спецотдел|Морская_полиция:_Спецотдел», «Скорая помощь», «Восприятие», «Агенты Щ.И.Т.», «Кости».
Также Бодисон реализовал себя в качестве сценариста и режиссера. Он написал и поставил короткометражные фильмы «Симона», «Сломленные», «Желание Сары» и «Долгое ожидание» (2014), которые показал на нескольких международных фестивалях.
В «Долгом ожидании», собравшем награды пяти фестивалей, он писал сценарий и снимался вместе с Элизабет Йодер, с которой сотрудничал еще в театре Playhouse West в Лос-Анджелесе. Йодер в интервью отметила не только комфорт взаимодействия с Бодисоном, но и терапевтический эффект работы над совместным фильмом. «Мы разделили понимание того, насколько разрушительными могут быть эти неразрешенные эмоции, особенно через призму детства. После моих 24-летних поисков утешения, понимания и искупления это стало очищением» — вспоминает Йодер. Бодисон и Йодер разделили несколько сценарных, актерских и продюсерских премий за «Долгое ожидание» на фестивалях в Лафлине, Лос-Анжелесе, Бофорте, Хьюстоне и других в 2014-15 годах.
Бодисон активно снимается, по состоянию на 2024 год у него несколько анонсированных проектов. Также он — художественный руководитель лос-анджелесского филиала школы и репертуарного театра Playhouse West.

## Премии

### Номинации
1994 — Image Awards (NAACP) — Outstanding Supporting Actor in a Motion Picture — Несколько хороших парней
2013 — Playhouse West Film Festival — Best Short Drama (Grand Jury Award) — «Долгое ожидание»
2013 — Playhouse West Film Festival — Best Short Drama (Audience Choice Award) — «Долгое ожидание»
2014 — Hill Country Film Festival — Best in Show — «Долгое ожидание»
2014 — Hill Country Film Festival — Audience Choice Award — «Долгое ожидание»
2014 — Hang Onto Your Shorts Film Festival — Best Director — «Долгое ожидание»
2018 — Beaufort International Film Festival — Best Short — Sanvean
2018 — Show Low Film Festival — Best Ensemble — Sanvean
2019 — Idyllwild International Festival of Cinema — Best Actor — Short Film — Sanvean
2019 — Idyllwild International Festival of Cinema — Best Short Film — Sanvean

### Награды
2013 — Playhouse West Film Festival — Best Director, Short Film — «Долгое ожидание»
2014 — Beaufort International Film Festival — Best Short Film — «Долгое ожидание»
2014 — Laughlin International Film Festival — Storytelling Achievement Award — «Долгое ожидание»
2015 — WorldFest Houston — Best Original Drama Short Film — «Долгое ожидание»
2017 — Playhouse West Film Festival — Best Actor — Sanvean
2018 — NYLA International Film Festival — Best Narrative Short — Sanvean
2018 — Show Low Film Festival — Best Actor — Sanvean
2018 — Show Low Film Festival — Best Screenplay — Sanvean

## Фильмография
| Год      | Заголовок                            | Роль                                              | Примечания |
| 1992 год | Несколько хороших парней             | Младший капрал Гарольд Доусон, морская пехота США |            |
| 1993 год | Она написала убийство                | Джон Эндрю Бонди                                  | сериал     |
| 1994 год | Rise and Walk: The Dennis Byrd Story | Марвин Вашингтон                                  | ТВ фильм   |
| 1994 год | Большой концерт                      | -                                                 | к\м        |
| 1994 год | Маленькая Большая Лига               | Спенсер Хэмилтон                                  |            |
| 1994 год | Сирены                               | Толливер                                          | сериал     |
| 1994 год | Преступная страсть                   | Джордан Монро                                     |            |
| 1995 год | Скорая помощь                        | Эл Буле                                           | сериал     |
| 1995 год | Эксперт                              | Дон Мейсон                                        |            |
| 1995 год | Горец: Сериал                        | Эндрю Корд                                        | сериал     |
| 1996 год | Темные небеса                        | Майор Колин Пауэл                                 | сериал     |
| 1996 год | Шоссе                                | Детектив Майк Брир                                |            |
| 1996 год | Тайное слово                         | Джейк                                             |            |
| 1997 год | Между братьями                       | -                                                 | сериал     |
| 1997 год | Прощай, Америка                      | Джек Гамильтон                                    |            |
| 1997 год | Самый разыскиваемый                  | Капитан Стив Брэддок                              |            |
| 1998 год | Ничего святого                       | Луи                                               | сериал     |
| 1998 год | Зачарованные                         | Ведьмин доктор                                    | сериал     |
| 1999 год | Blood Type                           | Chad                                              |            |
| 1999 год | Семейный закон                       | Мистер Томпсон                                    | сериал     |
| 2000 год | Billy Bob and Them                   | -                                                 | к\м        |
| 2001 год | Свадебные платья                     | Пол Родерикс                                      | ТВ фильм   |
| 2001 г.  | Крутой Джо                           | Кейд Рэймонд                                      |            |
| 2002 год | Schwaz                               | Uncle Willy                                       |            |
| 2003 год | Skin Complex                         | Dr. Christopher Harrison                          | ТВ фильм   |
| 2003 год | Где Анджело?                         | Деметриус                                         | к\м        |
| 2006 г.  | Испытание Акилы                      | Сэмюэл Андерсон (отец Акилы)                      |            |
| 2006 год | CSI: Место преступления Нью-Йорк     | Родни Прюит                                       | сериал     |
| 2007 год | Плантация                            | Детектив Ходжес                                   | сериал     |
| 2010 год | Морская полиция: Спецотдел           | Эдвард Киллиан                                    | сериал     |
| 2010 год | Здесь и сейчас                       | Абдул Салаам                                      |            |
| 2010 год | Девушка папы                         | Джим Берджесс                                     |            |
| 2010 год | The Visitation                       | Морт                                              | к\м        |
| 2010 год | Waiting for Goldblum                 | Вольф                                             | к\м        |
| 2011 год | Simone                               | Парень в парке                                    | к\м        |
| 2011 год | O Night Divine                       | Bus Rider 2                                       | к\м        |
| 2011     | Avol                                 | Винсент                                           | к\м        |
| 2011 год | Two Bulls                            | Майкл                                             | к\м        |
| 2011 год | Не еще один, не еще один фильм       | Сам                                               |            |
| 2011 год | Rogue                                | Брайан                                            | ТВ фильм   |
| 2012 год | WOD Diaries                          | Рэй                                               | ТВ фильм   |
| 2012     | C.S.I.: Майами                       | Бор Шернер                                        | сериал     |
| 2012 год | Courage to Create                    | Кобб                                              | к\м        |
| 2012 год | Предчувствие                         | Крис Левинс                                       | сериал     |
| 2013 год | Vertical                             | Дэйв Эндрюс                                       |            |
| 2013 год | Broken                               | Тренер Ватсон                                     | к\м        |
| 2013 год | Grace                                | Дерек                                             | к\м        |
| 2014 год | Pretty Rosebud                       | Фрэнк                                             |            |
| 2014 год | Бродяга                              | Брайан Бонтраджер                                 |            |
| 2014 год | Появление                            | Отец Каллахан                                     |            |
| 2014 год | Перерыв                              | Боб Оуэнс                                         |            |
| 2014 год | Road to Osiris                       | Майкл Шерман                                      | к\м        |
| 2015 год | В западне                            | Тренер                                            |            |
| 2015 год | Cyber Case                           | Детектив Филипс                                   |            |
| 2015 год | Ричард Питер Джонсон                 | Фернанд Амадей                                    |            |
| 2016 год | Агенты «Щ.И.Т.»                      | Эвин Эббот                                        | сериал     |
| 2016 год | The Anubis Tapes                     | Майк                                              |            |
| 2017 год | Tucker’s War                         | Джим Гамильтон                                    |            |
| 2017 год | Кости                                | Даг Паттон                                        |            |
| 2017 год | Gridlock                             | Эли                                               |            |
| 2017 год | Sanvean                              | Джошуа                                            | к\м        |
| 2017 год | Студент                              | Дин Джордж Касл                                   |            |
| 2017 год | The Package                          | Барри Томпсон                                     | к\м        |
| 2017 год | Поймать бабочку                      | сержант Барнс                                     |            |
| 2017 год | Beverly Grove                        | доктор Трой О’Брайан                              | ТВ фильм   |
| 2018 год | Blood Type                           | Чед                                               |            |
| 2018 год | Eve of Abduction                     | детектив Харпер                                   |            |
| 2018 год | Реанимация                           | Карсон Хикс                                       | сериал     |
| 2018 год | The Force                            | Тед Андерсон                                      | ТВ фильм   |
| 2019 год | Американская кожа                    | капитан Юджин Моррис                              |            |
| 2021 год | Black Excellence                     | Ситком-папа                                       | к\м        |
|          | The Buddy Cop                        | доктор Кинисон                                    |            |
|          | Pug                                  | Рой                                               |            |
|          | Wayside Wonder Days                  | Эван                                              |            |
|          | The Wind of Heaven                   | Чарли Бойл                                        |            |
|          | Ulysses Coyote                       | Марти Карсон                                      |            |